# Susa (città antica)
Susa, l'odierna Shush (in persiano شوش‎ /ʃuʃ/; sumero: 𒈹𒂞𒆠 Šu.šinki; in persiano antico 𐏂𐏁 Çūšā; medio persiano: 𐭮𐭥𐭱𐭩 Sūš oppure 𐭱𐭥𐭮 Šūs; in ebraico שׁוּשָׁן‎? Shushān; in greco antico: Σοῦσα?, Soûsa /ˈsuːsa/; siriaco: ܫܘܫ Shush), fu la capitale dell'antico regno dell'Elam e, in periodo più tardo, dopo essere stata devastata dal sovrano assiro Assurbanipal nel 646 a.C., divenne residenza imperiale dei Persiani achemenidi.

## Storia
Già nel 1175 a.C. Susa era la capitale del regno elamico e fu al suo interno che il sovrano Shutruk-Nakhunte portò il bottino preso all'antica città di Babilonia, tra cui la famosa pietra di diorite su cui era stato inciso il codice di Hammurabi, rinvenuta nel 1901 da una missione archeologica francese.
A Susa furono in diversi momenti trasportati idoli delle divinità di paesi nemici conquistati o sottoposti a razzie (questo fu il caso del babilonese Marduk e della dea Inanna di Uruk, secondo la consueta orgogliosa usanza di impadronirsi anche del loro apparato religioso).
Già verso il 1150 a.C., secondo lo studioso statunitense Richard Frye, Elam entrò in una profonda crisi istituzionale e sarà solo dal VII secolo a.C. che il nome della città tornerà ad essere citata nei testi, riferita a un piccolo dominio ostile all'Assiria.
Nel 636 a.C. Susa fu tuttavia saccheggiata durante la battaglia di Susa e la sua ziggurat, che costituiva il simbolo religioso e nazionale più appariscente, fu rasa al suolo mentre le divinità elamiche furono portate ad Assur, capitale imperiale dei vincitori. Fu poi conquistata da Alessandro Magno nella sua spedizione contro l'Impero achemenide ma, a differenza di Persepoli, non fu saccheggiata.

## Nella mitologia greca
Secondo diversi mitografi greci, Susa fu fondata dal principe troiano Titone, che si era trasferito in Persia e aveva sposato una donna del posto, Cissa. Memnone,  uno dei due figli da lui precedentemente generati con la dea Eos, divenne re di Persia ancora fanciullo ed esercitò il suo potere a Susa. Questi fatti sono riportati anche da Erodoto. .

## Galleria d'immagini

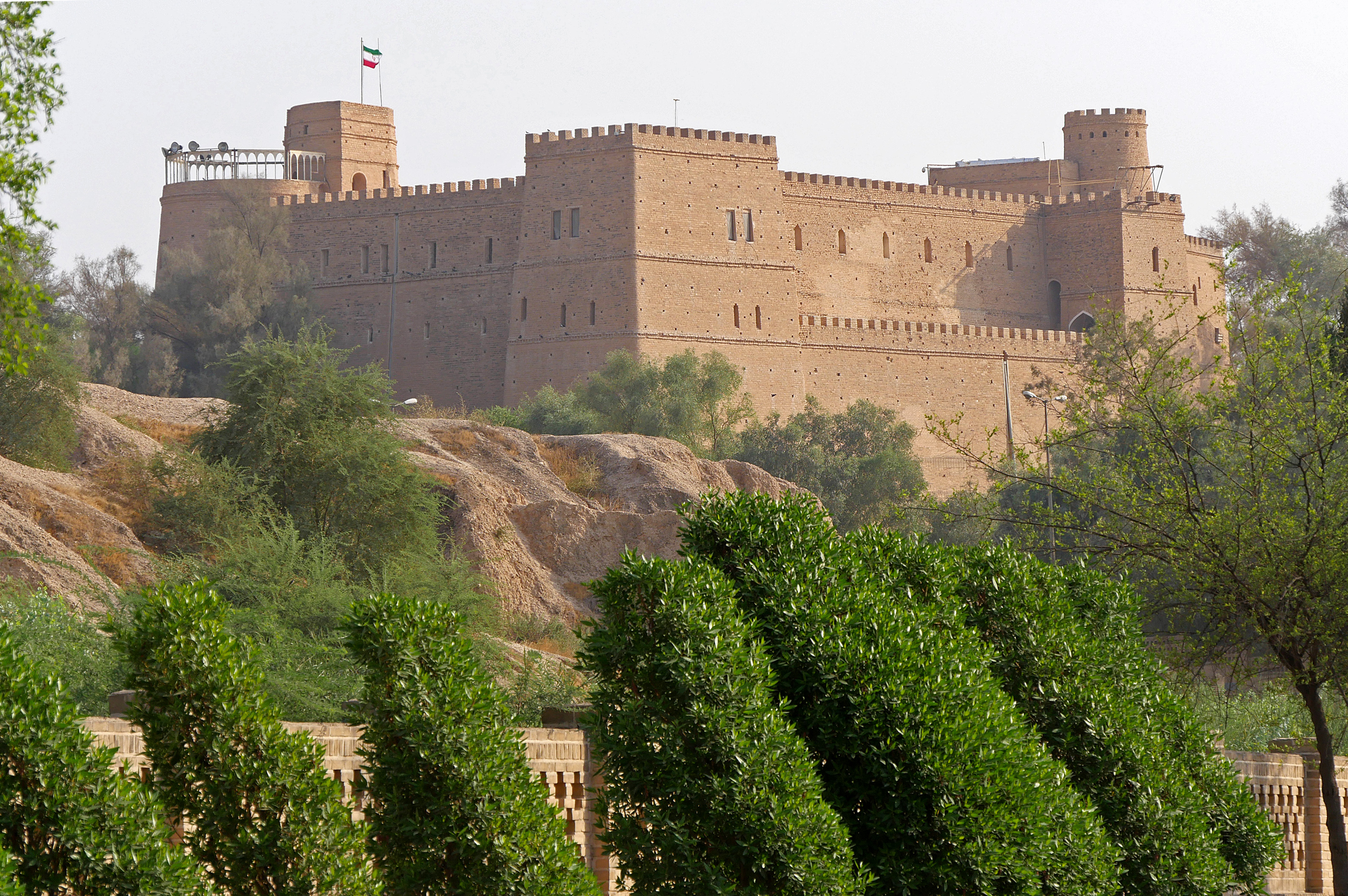
Castello di Susa
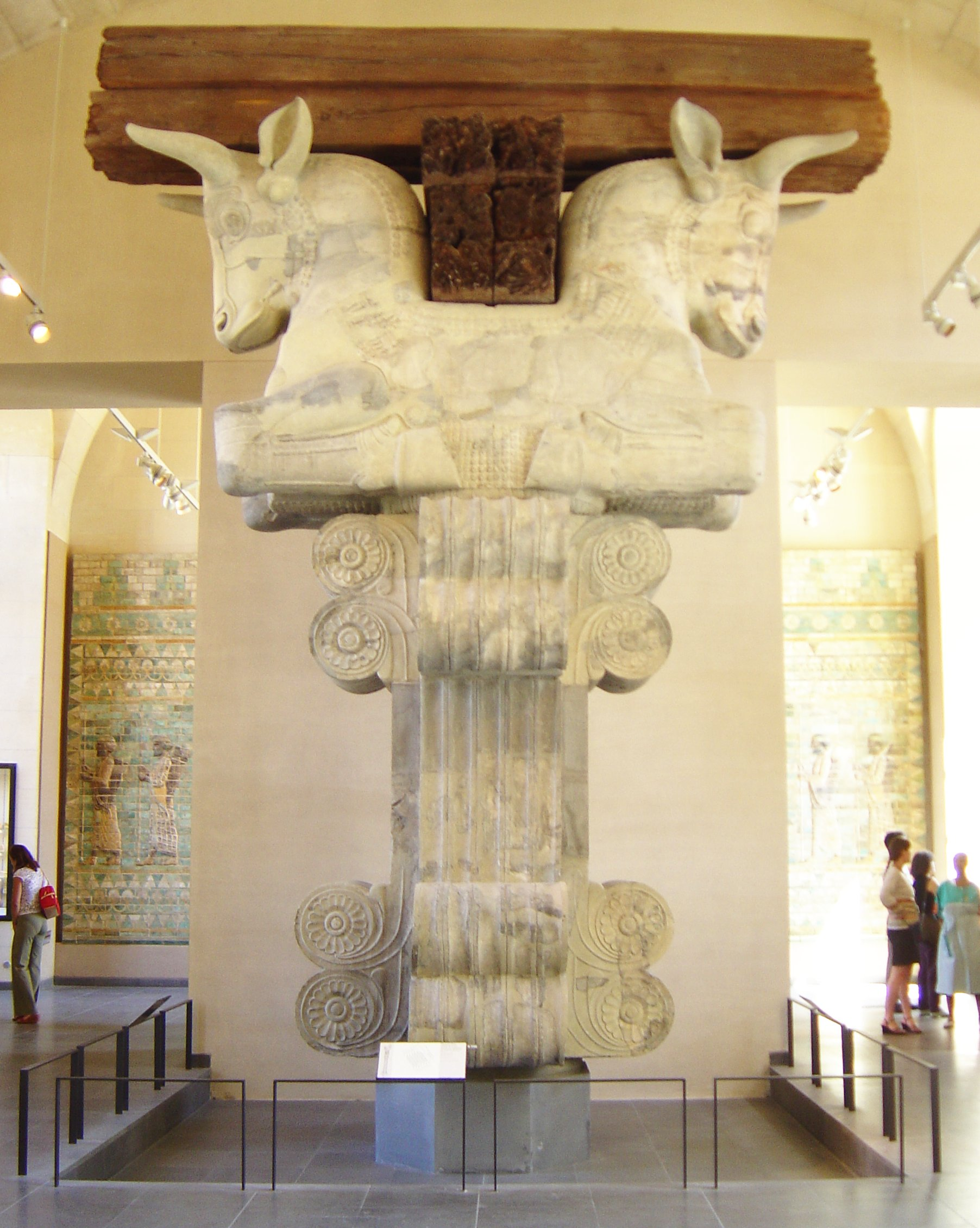
Capitello raffigurante due tori nell'Apadana (la sala delle udienze) del palazzo di Dario (Louvre)
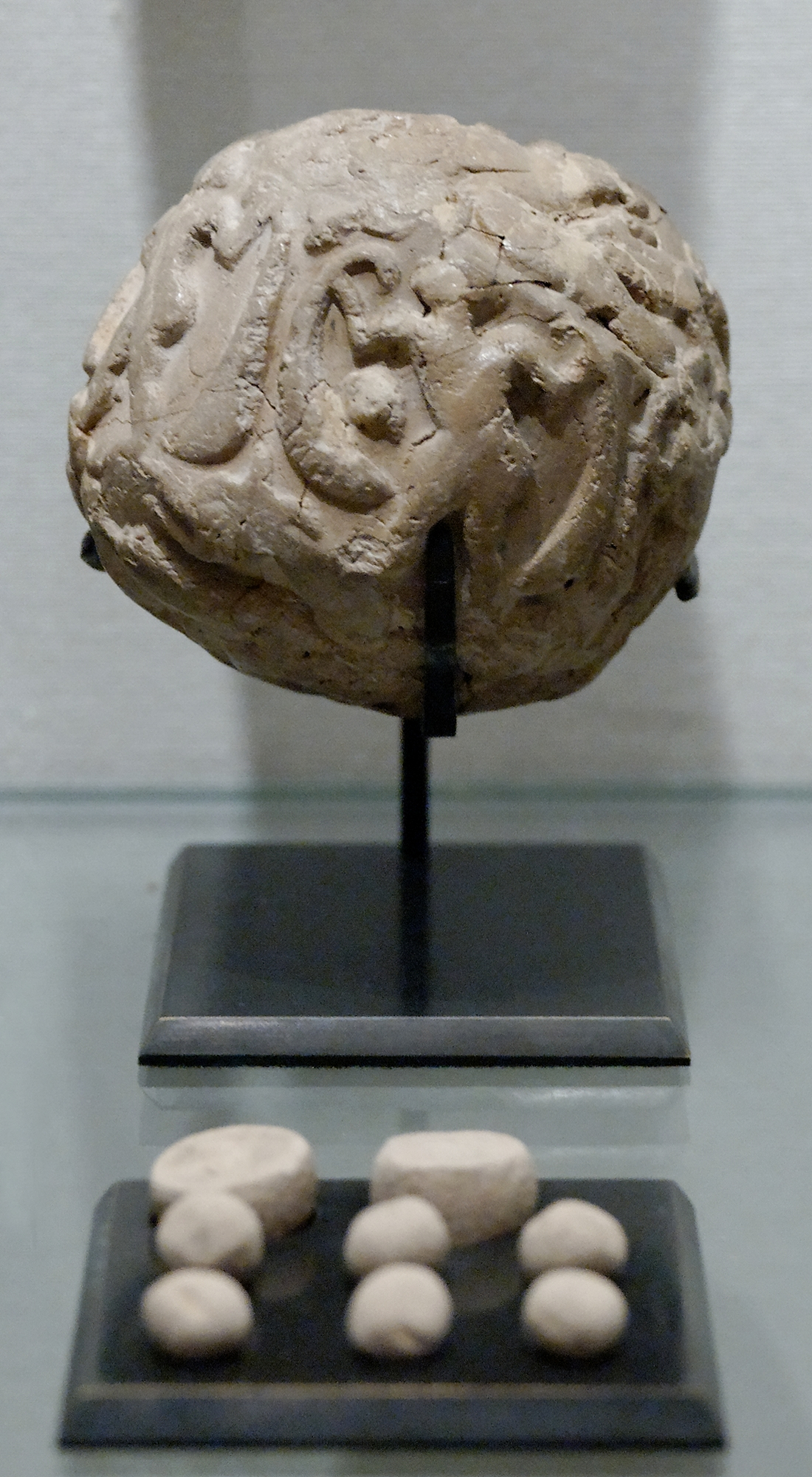
Periodo di Uruk: bulla con gruppo di gettoni di contabilità (calculi), da Susa. Museo del Louvre.